# Чунаев, Борис Николаевич
Бори́с Никола́евич Чуна́ев (22 апреля 1937, Москва — 22 февраля 2023, Москва) — советский и российский актёр театра и кино, заслуженный артист РСФСР (1986).

## Биография
Родился 22 апреля 1937 года в Москве. 
В 1963 году состоялся его дебют на профессиональной сцене — в Молодёжном театре ЦДКЖ. Он, будучи в то время студентом Школы-студии МХАТ, исполнил роль Виктора Пронькина в спектакле «Большая руда». 
По окончании Школы-студии МХАТ (курс В. К. Монюкова) в 1967 году был принят в труппу Московского театра имени Ленинского комсомола (с 1991 года — «Ленком»). За годы работы в театре актёр воплотил множество разноплановых образов, наибольшей популярностью среди которых пользовались роли Рыбника Иоста в музыкальном спектакле «Тиль» (по роману Шарля де Костера), Валерия в спектакле «Три девушки в голубом», Степана в «Поминальной молитве», дяди Лёши в «Диктатуре совести».
В 1967 году дебютировал в кино, исполнил роль Сёмкина в историко-биографическом фильме «Генерал Рахимов».
Скончался 22 февраля 2023 года в Москве из-за осложнений, вызванных коронавирусом. 25 февраля 2023 года состоялось отпевание в  Центральной клинической больнице. Похоронен на Троекуровском кладбище.

## Награды
- Заслуженный артист РСФСР (1986).

## Работы в театре
- «Тиль» (автор пьесы Г. Горин, по роману Шарля де Костера) — две роли: Рыбник Иост и Палач
- «Три девушки в голубом» — Валерий
- «Поминальная молитва» (автор пьесы Г. Горин, по произведениям Шолом-Алейхема) — Степан
- «Диктатура совести» — дядя Лёша
- «„Юнона“ и „Авось“» — морской офицер
- «Мистификация» — Фыров

## Фильмография
1. 1967 — «Генерал Рахимов» — Сёмкин
2. 1967 — «Штрихи к портрету В. И. Ленина» — художник-футурист
3. 1968 — «…И снова май!» — эпизод
4. 1972 — «Самый последний день» — Миронов, милиционер
5. 1974 — «В восемнадцать мальчишеских лет» — адъютант генерала
6. 1974 — «Считайте меня взрослым»
7. 1975 — «Беда от нежного сердца» — Василий Иванович
8. 1976 — «Ансамбль неудачников» (короткометражный) — работник метро
9. 1977 — «Корень жизни» — председатель колхоза
10. 1980 — «Праздник фонарей» — танкист
11. 1986 — «Баллада о старом оружии» — майор
12. 1987 — «Приход Луны» — Егор Егорович
13. 1988 — «Диктатура совести» (телеверсия спектакля) — дядя Лёша
14. 1988 — «Три девушки в голубом» (телеверсия спектакля) — Валерий
15. 1988 — «Убить дракона» — рыбак
16. 1990 — «Там, где мы бывали» (телеспектакль) — солдат
17. 1991 — «И возвращается ветер…» — заключённый
18. 1993 — «Поминальная молитва» (телеверсия спектакля) — Степан
19. 1999 — «Д. Д. Д. Досье детектива Дубровского» — официант кафе «Букинист»
20. 2001 — «На углу, у Патриарших-2» — Петраков
21. 2001 — «„Юнона“ и „Авось“» (телеверсия спектакля) — морской офицер
22. 2002 — «Олигарх» — член Совета Безопасности
23. 2005 — «Полнолуние» — Николай Сергеевич Бутурлин
24. 2008 — «Каменная башка» — тренер Батя